# Trimma winchi
Trimma winchi es una especie de peces de la familia de los Gobiidae en el orden de los Perciformes.

## Hábitat
Es un pez de mar y de clima tropical.

## Distribución geográfica
Se encuentra en Chagos.

## Observaciones
Es inofensivo para los humanos.